# Vasîlivka, Kahovka
Vasîlivka (în ucraineană Василівка) este localitatea de reședință a comunei Vasîlivka din raionul Kahovka, regiunea Herson, Ucraina.

## Demografie
Componența lingvistică a localității Vasîlivka
     Ucraineană (93,82%)
     Rusă (5,98%)
     Alte limbi (0,14%)
Conform recensământului din 2001, majoritatea populației localității Vasîlivka era vorbitoare de ucraineană (93,82%), existând în minoritate și vorbitori de rusă (5,98%).